# Station Hammels
Hammels (in de eerste jaren bekend als Hammel) was een station van de Long Island Rail Road aan de lijn naar Rockaway Beach, in de gelijknamige buurt in de Amerikaanse stad New York. Het station lag aan Beach 84th Street en was geopend van 1880 tot en met 1941. Naast bestemmingsverkeer diende het station sinds ergens na 1887 tevens als overstappunt tussen de spoorlijn naar Rockaway Park enerzijds en die naar Far Rockaway anderzijds. Thans ligt op de locatie van het voormalige station de zogeheten Hammels Wye, de splitsing van metrolijn A en de Rockaway Park Shuttle. Er is echter geen halte langs de lijnen.

## Geschiedenis

### Station Eldert's Grove
De spoorlijn naar Far Rockaway werd in 1869 geopend door de South Side Railroad of Long Island (SSRRLI) onder de naam Far Rockaway Branch Railroad. Op 4 juli 1872 opende de SSRRLI een station vlak bij het huidige Hammels, aan Beach 85th Street, onder de naam Eldert's Grove, vernoemd naar het nabijgelegen hotel Elderts House. In 1887 werd een verbinding tussen de lijn naar Far Rockaway en die naar Rockaway Park van de New York, Woodhaven & Rockaway Railroad (NY&RB) gemaakt, waarna Eldert's Grove werd gesloten. Enige tijd later werd het station nog wel heropend als halte aan de Fairview Avenue-tramlijn van de Ocean Electric Railway.

### Station Hammels

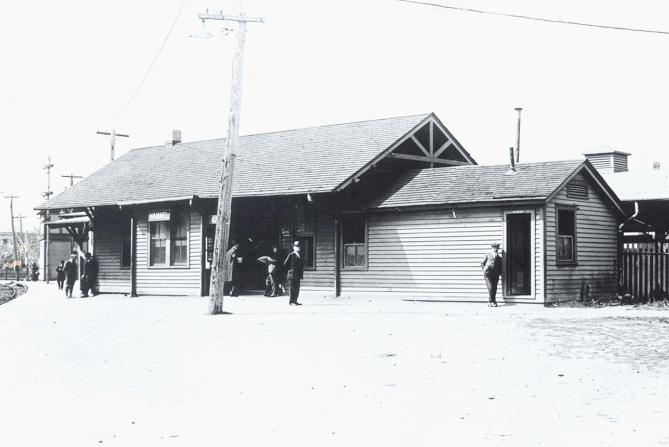
Stationsgebouw (circa 1903)

In 1880 opende de NY&RB station Hammels onder de naam Hammel aan de lijn naar Rockaway Park. Het station werd vernoemd naar Louis Hammel (1836–1904), een uit Duitsland afkomstig landeigenaar, die vanaf 1869 ook de exploitatie van hotel Elderts House op zich nam. Enige jaren later werd de naam van het station gewijzigd in Hammels. In 1887 ging de NY&RB failliet, waarna de Long Island Rail Road (LIRR) de lijn overnam en heropende als de New York and Rockaway Beach Railway. Station Hammels bleef geopend, maar datzelfde jaar nog sloot de SSRRLI de lijn naar Far Rockaway. Begin 1888 werd station Hammels grondig gerenoveerd.
In 1897 ging Hammels samen met het aangrenzende Holland op in het dorp Rockaway Beach. Een jaar later ging Rockaway Beach op zijn beurt op in Queens en werd daarmee onderdeel van de stad New York. De naam Hammels werd echter gehandhaafd als stationsnaam. Op 31 mei 1905 sloot station Beach Channel, waarna Hammels het laatste station aan de Rockaway Beach-lijn voorafgaand aan de spoorbrug werd. Ook werden dat jaar beide lijnen geëlektrificeerd.
In 1906 opende de LIRR een onderstation achter station Hammels, naast de aftakking van de lijn naar Rockaway Park. Op 19 april 1907 opende de LIRR FX Tower naast station Hammels, een seinhuis van waaruit de treinen van de LIRR en trams van de Ocean Electric Railway werden aangestuurd. De tramlijn werd in delen gesloten, respectievelijk in 1926 en 1928.

#### Sluiting
In 1940 werd besloten om de lijn grondig te renoveren en over een viaduct te laten lopen, en daarbij tevens geschikt te maken voor metrovervoer. Station Hammels werd in 1941 gesloten en niet heropend aan de vernieuwde lijn.

## Heden
Het enige wat nog aan het station herinnert is de zogenaamde Hammels Wye ter hoogte van het voormalige station. Hammels Wye is het punt waar de sporen naar Rockaway Park en Far Rockaway splitsen. De splitsing is voorzien van een spooraansluiting die het mogelijk maakt om metro's van Rockaway Park naar Far Rockaway te laten gaan, al wordt die aansluiting in de praktijk slechts zelden gebruikt. In 2012 werd de aansluiting bijvoorbeeld gebruikt nadat orkaan Sandy de brug tussen Queens en Brooklyn dusdanig had beschadigd dat er geen metro's van en naar Manhattan konden rijden, om zo toch beide lijnen te kunnen bedienen.
Het voormalige onderstation, naast de aftakking van de lijn naar Rockaway Park, is thans in gebruik als onderhoudsfaciliteit van de MTA. De Hammels Wye wordt in 2025 gerenoveerd.

## Galerij

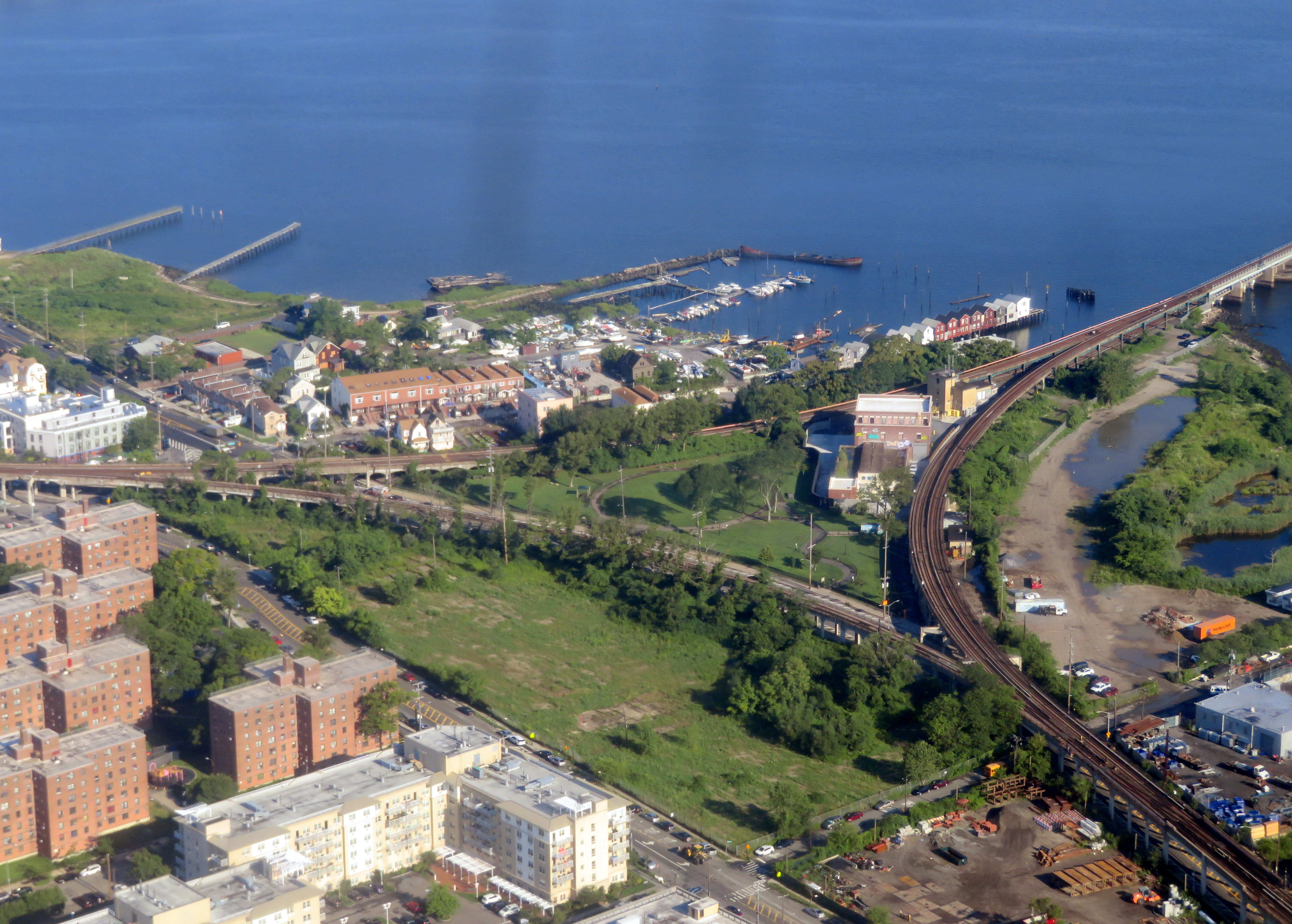
Hammels Wye (2019) - station Hammels lag links op de foto, tussen de sporen in
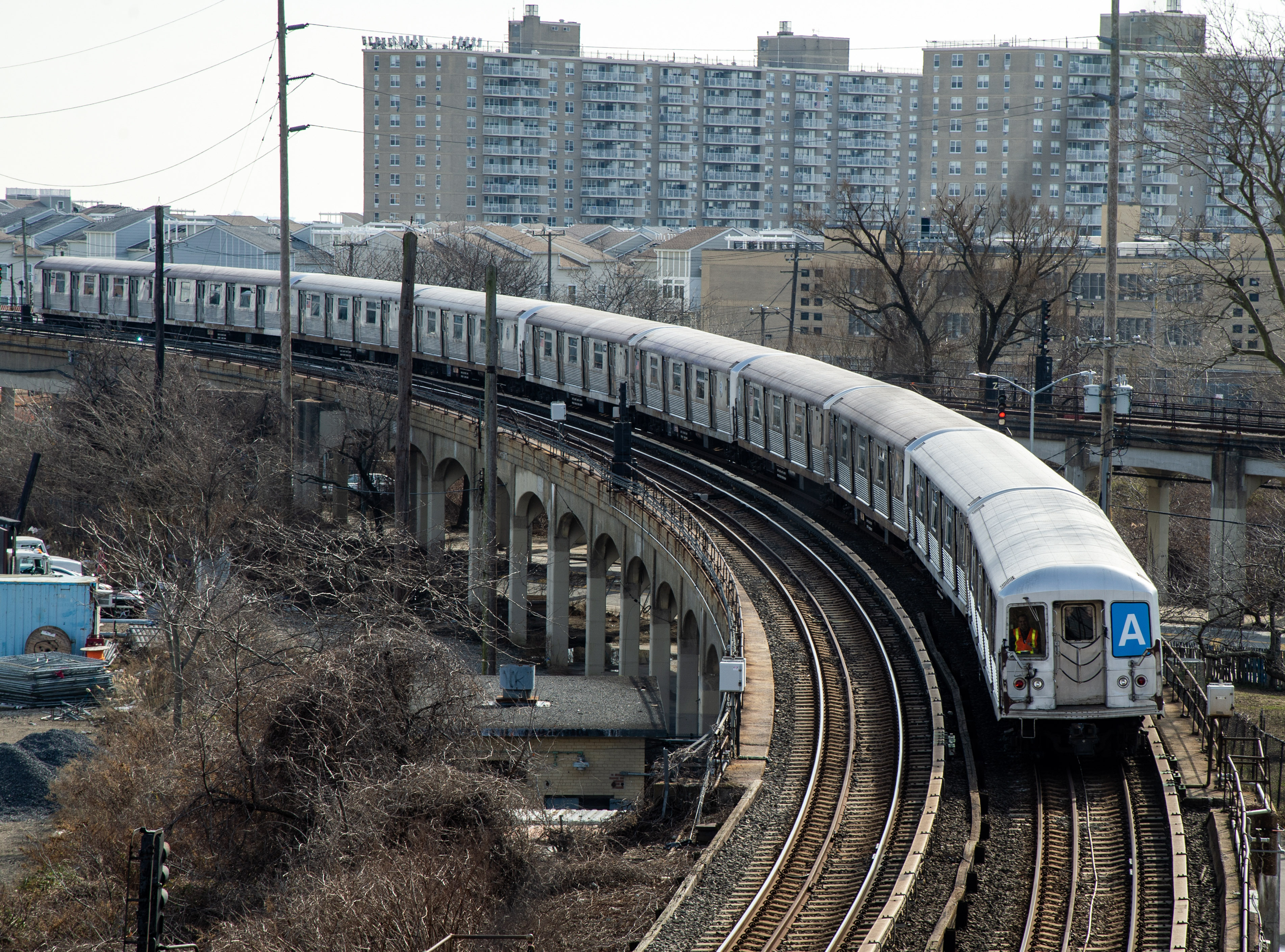
Metro op de Hammels Wye, ongeveer ter hoogte van het voormalige station (2020)
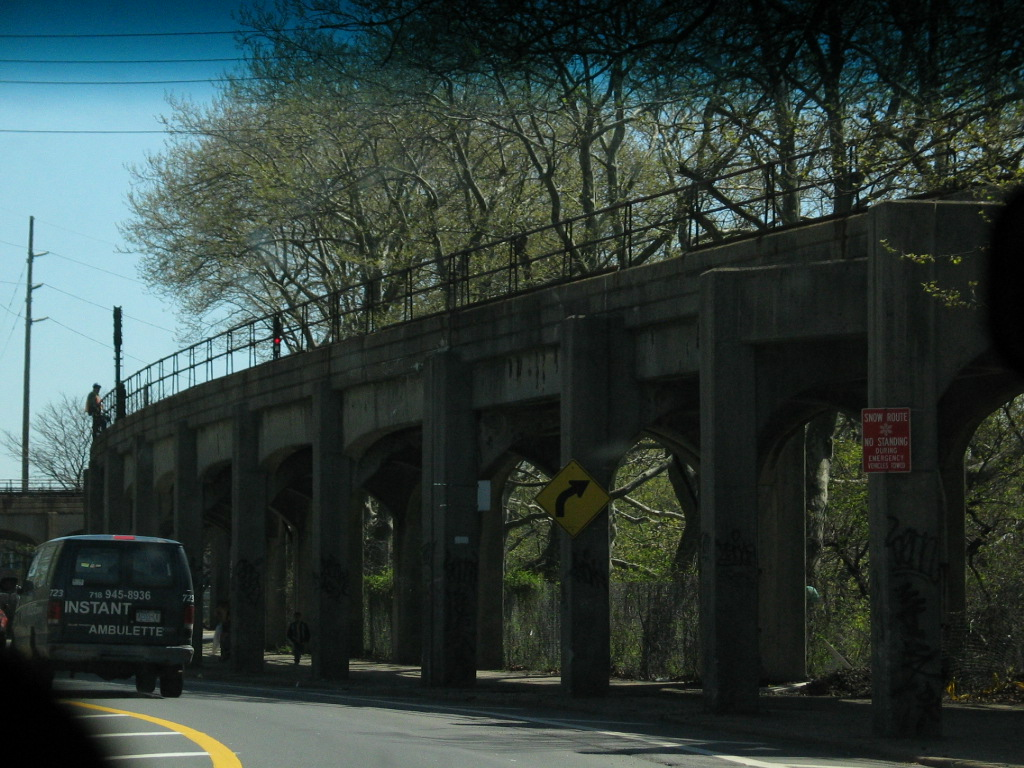
Hammels Wye-viaduct, ongeveer ter hoogte van het voormalige station (2006)
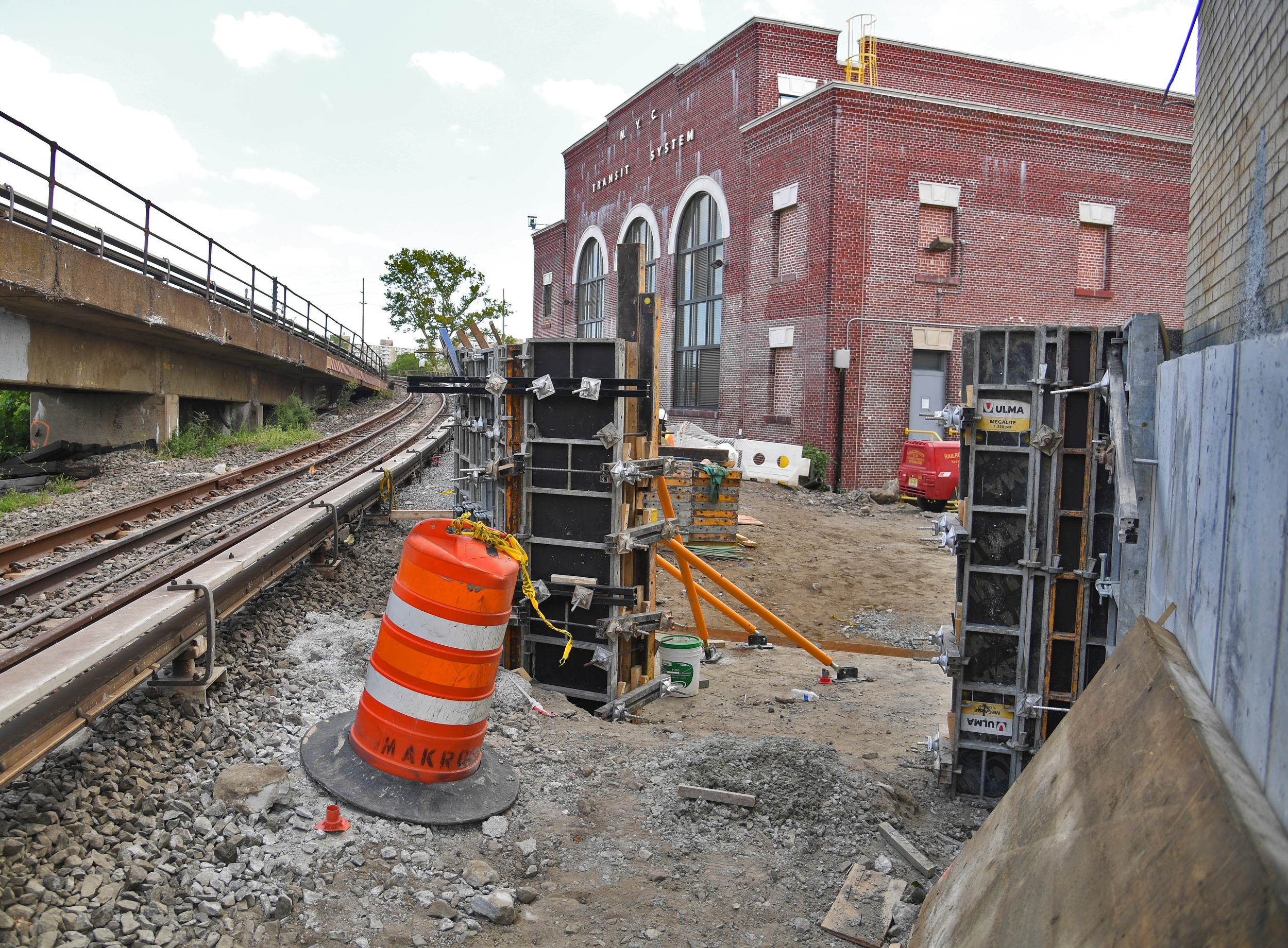
Voormalig onderstation, thans een onderhoudsfaciliteit (2018)
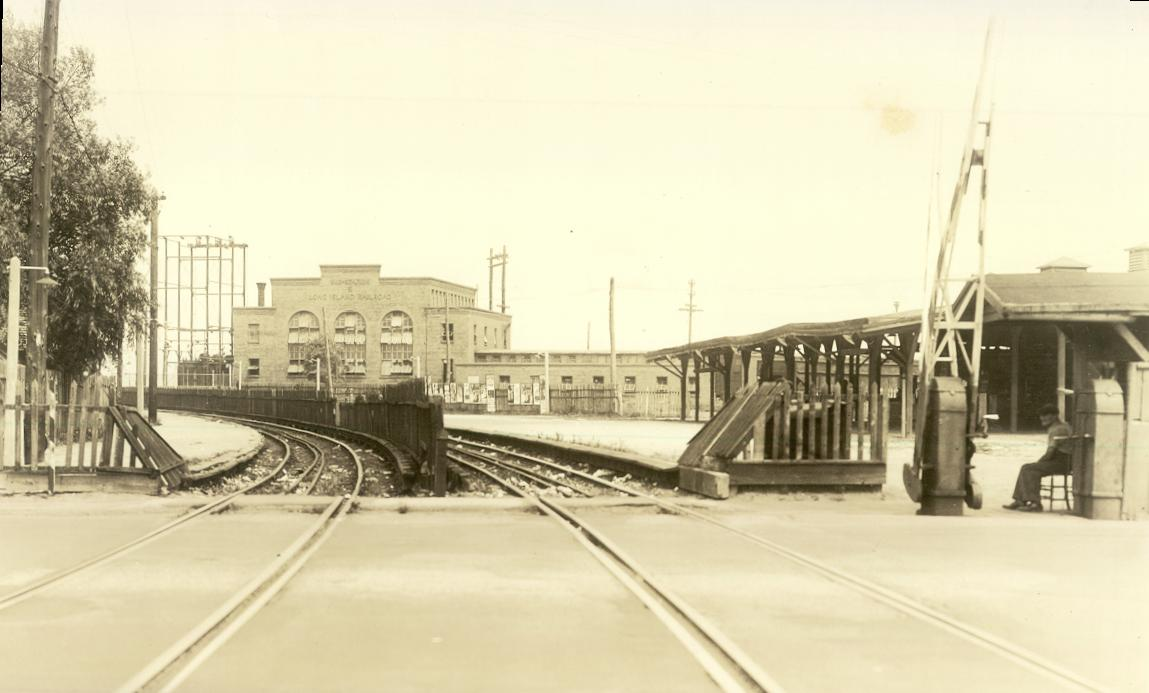
Station Hammels en onderstation (circa 1903)
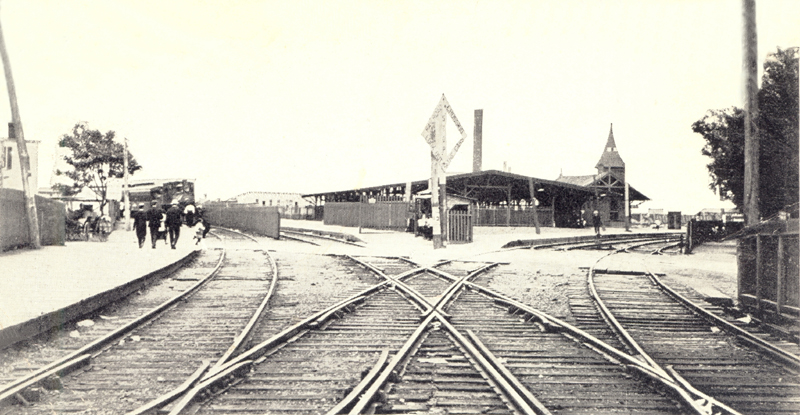
Station Hammels, nog zonder seinhuis (circa 1903)